# Linzhang
Linzhang (chinesisch 臨漳縣 / 临漳县, Pinyin Línzhāng Xiàn) ist ein Kreis der bezirksfreien Stadt Handan im Süden der chinesischen Provinz Hebei. Er hat eine Fläche von 748,3 km² und zählt 600.600 Einwohner (Stand: Zensus 2010). 
Die Stätte der alten Stadt Ye (鄴) - der Hauptstadt der Östlichen Wei-Dynastie und der Nördlichen Qi-Dynastie - steht seit 1988 auf der Liste der Denkmäler der Volksrepublik China (3-213).